# Нечай-Сорока Світлана Аркадіївна

«Наше свято», акварель, папір

Світлана Аркадіївна Нечай-Сорока (нар. 15 травня 1948, Вінниця) — українська художниця. Членкиня Спілки радянських художників України з 1982 року. Заслужена художниця України з 2019 року.

## Біографія
Народилася 15 травня 1948 року у Вінниці в родині художника Аркадія Сороки. 1964 року закінчила Вінницьку дитячу художню школу. З 1968 по 1973 рік навчалася на архітектурному факультеті Київського художнього інституту, де її викладачами були, зокрема, Іван Красний, Семен Маркін, Юрій Чеканюк і Борис Приймак.
Упродовж 1973—1975 років працювала в Тернополі — у філії проектного інституту «Діпроцивільпромбуд», а з 1975 року — у Тернопільському художньо-виробничому комбінаті Художнього фонду України. Жила у Тернополі, в будинку на вулиці Князя Острозького, № 26 квартира 25.
Нині живе і творить у Вінниці. Бере участь у мистецьких заходах, які проводить Вінницька обласна організація Національної спілки художників України. Одружена з художником Степаном Нечаєм.

## Творчість
Працює у галузі акварельного живопису. Пише натюрморти, пейзажі, портрети. Серед робіт:
- «Кошик з вербою» (1984);
- «Букет» (1986);
- «Квіти літа» (1989);
- «Тигрові лілеї» (1998);
- «Зелений натюрморт» (1998).

У 1982 році написала серію портретів «Славні люди Тернопільщини».
Бере участь у обласних, зональних, всеукраїнських виставках з 1979 року, зокрема виставки проходили в українських містах Тернополі, Львові, Запоріжжі, Києві, Харкові, російських містах Москві, Санкт-Петербурзі, Пензі, болгарському Слівені.
Персональні виставки Світлани Нечай-Сороки:
- 1991, Тернопіль, акварель;
- 1998, Тернопіль, акварель;
- 2003, Тернопіль, акварель;
- 2008, Київ, галерея «Коло», акварель;
- 2016, Вінниця, олія;
- 2018, Вінниця, олія.

У 2008 році відбулася презентація каталогу художниці «Життя прекрасне» на персональній виставці «Життя прекрасне» у Києві, в художній галереї «Коло».
Бере активну участь у пленерах з 1984 року в Україні, зокрема на Закарпатті, а також за кордоном. У 2007 році в Абхазії. У 2016 у Франції, Живерні місця та сади, в яких творив та жив Клод Моне, Фурж «Concours International de peinture grand format en plein air a Fourges» та у Руані. З 2017—2021 рр. в Італії, у регіонах Лаціо, Венето, Вербанія, Тоскана. У 2019 в Чорногорії.
Роботи Нечай-Сороки експонуються в Тернопільському краєзнавчому музеї, Тернопільському художньому музеї, Хмельницькому художньому музеї, зберігаються в приватних колекціях у Великій Британії, Ізраїлі, Канаді, Німеччині, Австрії, Італії, Польщі, США, Угорщині, Україні, Чехії, Японії.